# Trachelas brachialis
Espèce
Trachelas brachialis est une espèce d'araignées aranéomorphes de la famille des Trachelidae.

## Distribution
Cette espèce est endémique du Hunan en Chine,. Elle se rencontre dans le xian de Dong'an entre 679 et 694 m d'altitude dans le Shunhuangshan.

## Description
Le mâle holotype mesure 3,56 mm et les femelles de 3,76 à 4,46 mm.

## Publication originale
- Jin, Yin & Zhang, 2017 : Four new species of the genus Trachelas L. Koch, 1872 and the first record of T. vulcani Simon, 1896 from south-west China (Araneae: Trachelidae). Zootaxa, no 4324(1), p. 23-49.